# 黃體擬麗魚
黃體擬麗魚，為輻鰭魚綱鱸形目隆頭魚亞目慈鯛科的其中一種，分布於非洲馬拉威湖流域，棲息深度4-50公尺，體長可達8.5公分，棲息在沙石底質水域，以藻類為食，雄魚具有領域性。

## 擴展閱讀
維基物種上的相關：黃體擬麗魚